# スズキ・APV
APV（エーピーブイ）は、スズキにより製造・販売されているセミキャブオーバー型ミニバン、及びライトバン型の小型乗用車、及び小型貨物車である。
なお、本項では、派生車種であるセミキャブオーバー型トラック型の小型貨物車、メガキャリー（MEGA CARRY）についても記述する。

## 概要

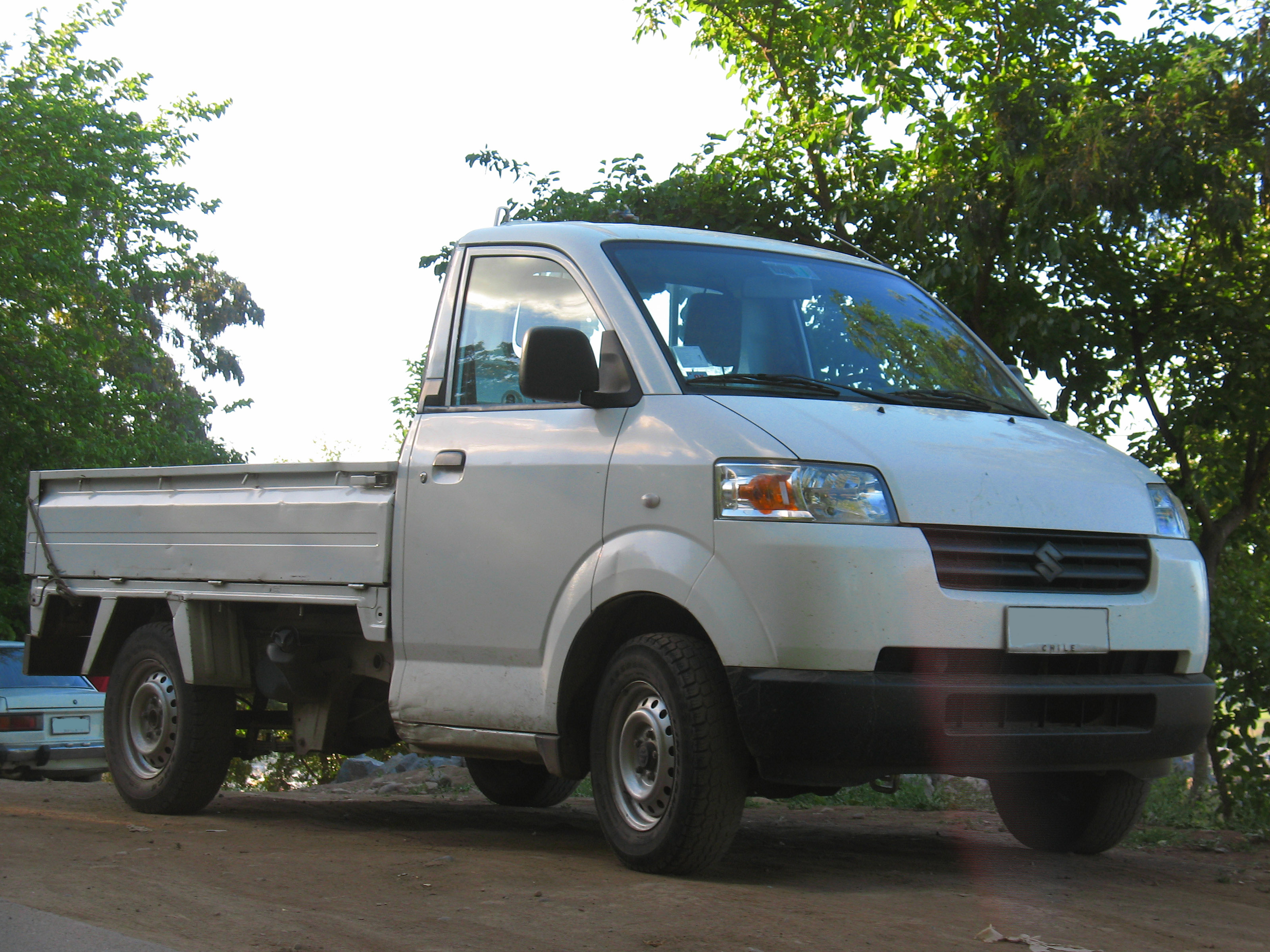
1.6

2004年からインドネシアの子会社、インドモービル・スズキ・インターナショナル（現:P.T.スズキ・インドモービル・モーター）で生産が行われ、東南アジア、オセアニア、中近東、アフリカ、中南米等に輸出されていた世界戦略車である。かつて日本で販売されていたエブリイランディ（登録車）より一回り大きい。エンジンは水冷直列4気筒1,493ccまたは1,600ccのガソリンエンジンが搭載される。
2007年、車名がAPVアリーナ（APV ARENA）へ改称される。
またインドネシアでは三菱自動車工業にもOEM供給され、三菱・メイブンとして販売されていた。
ミニバン

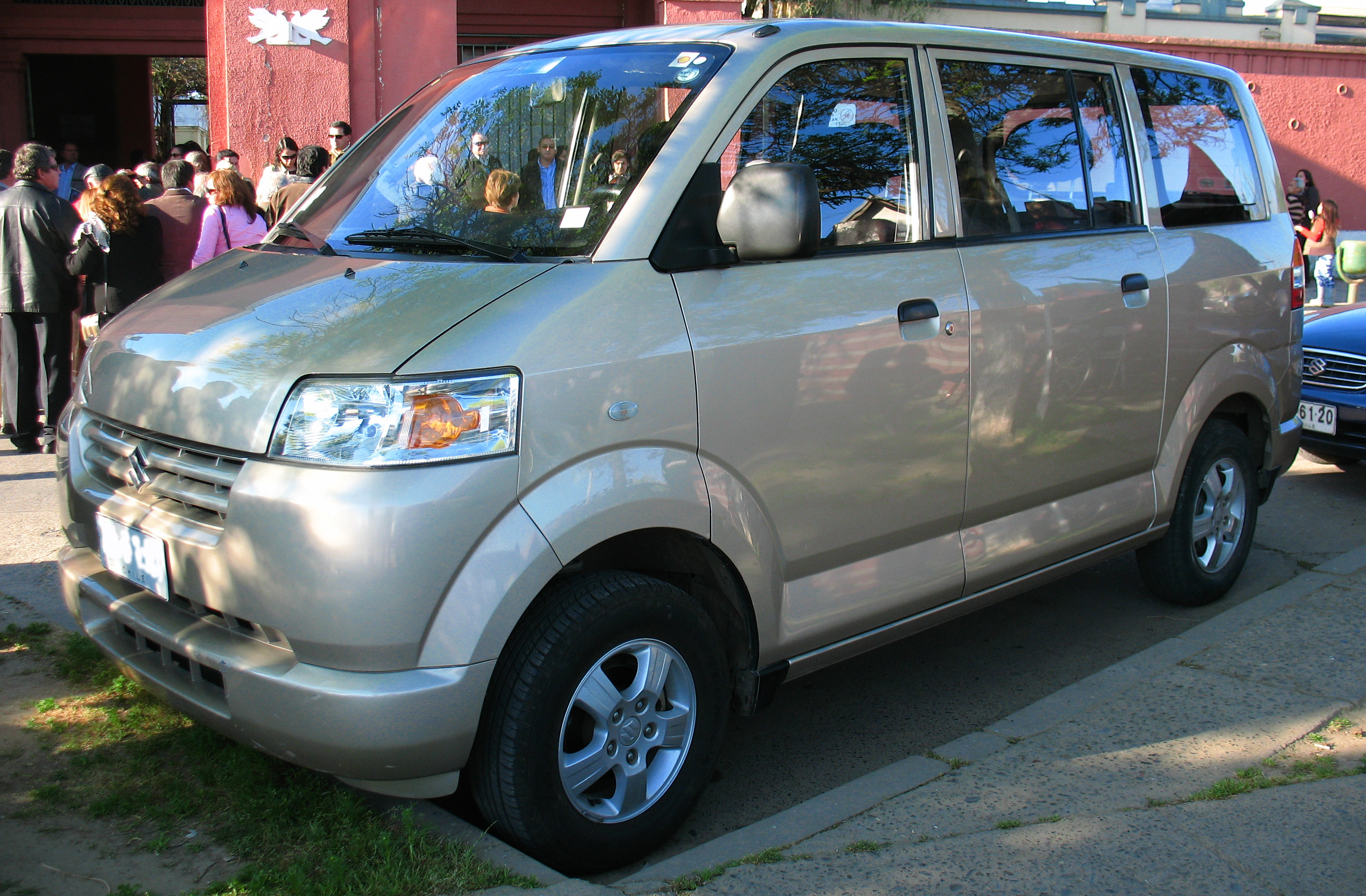
前期型 1.6 GL
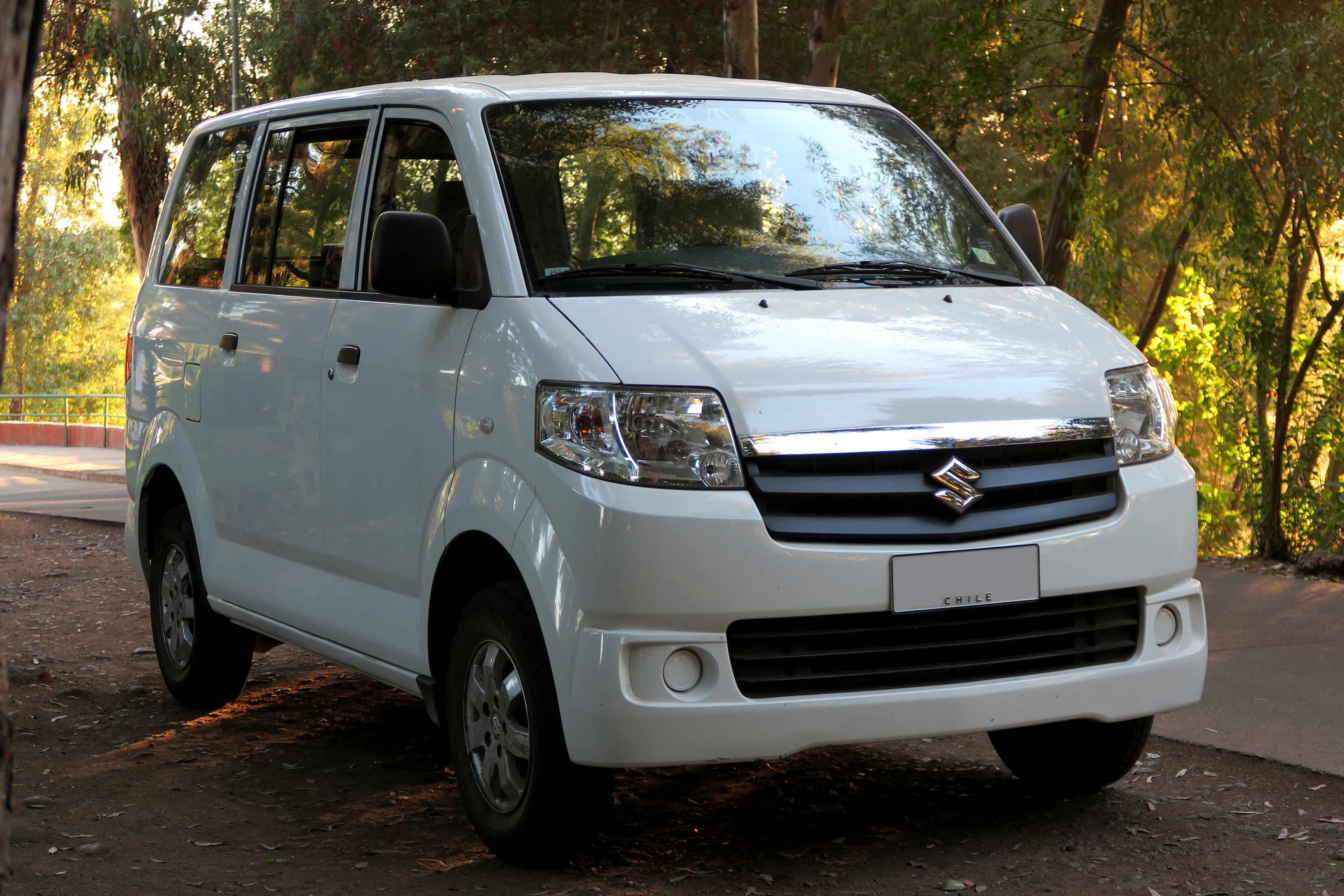
中期型 1.6 GL
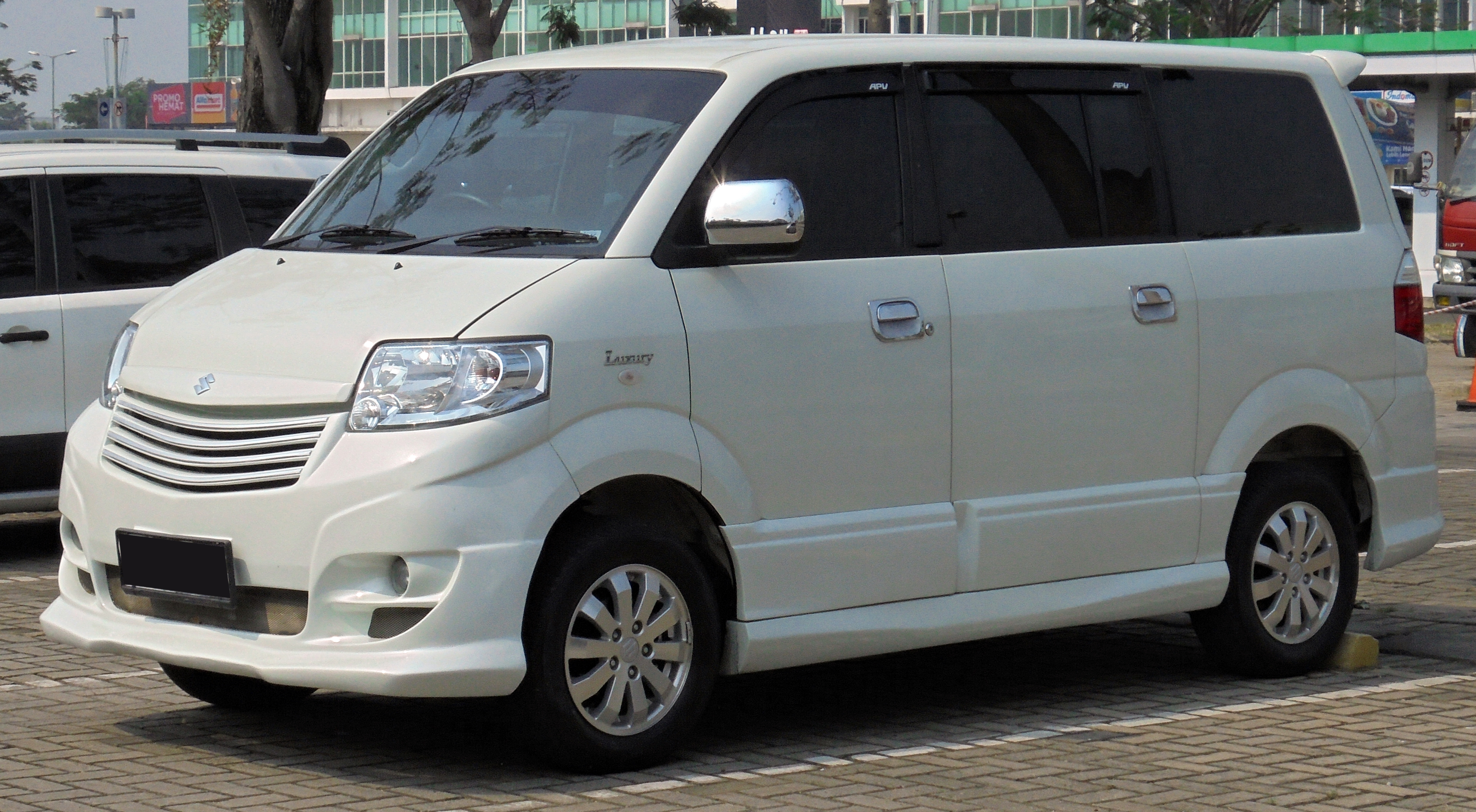
前期型 APVアリーナ SGX ラグジュアリー 1.5
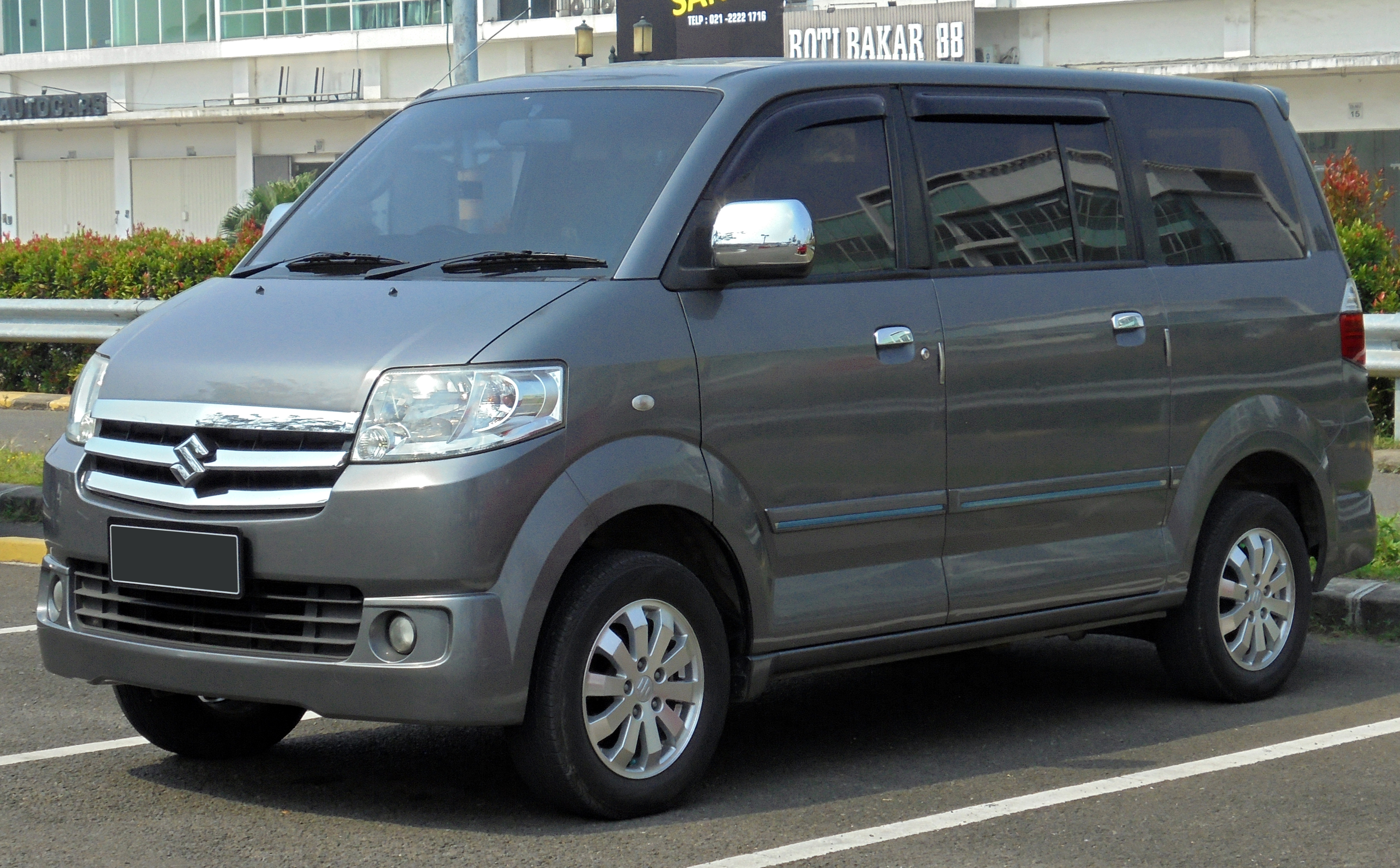
APVアリーナ SGX 1.5
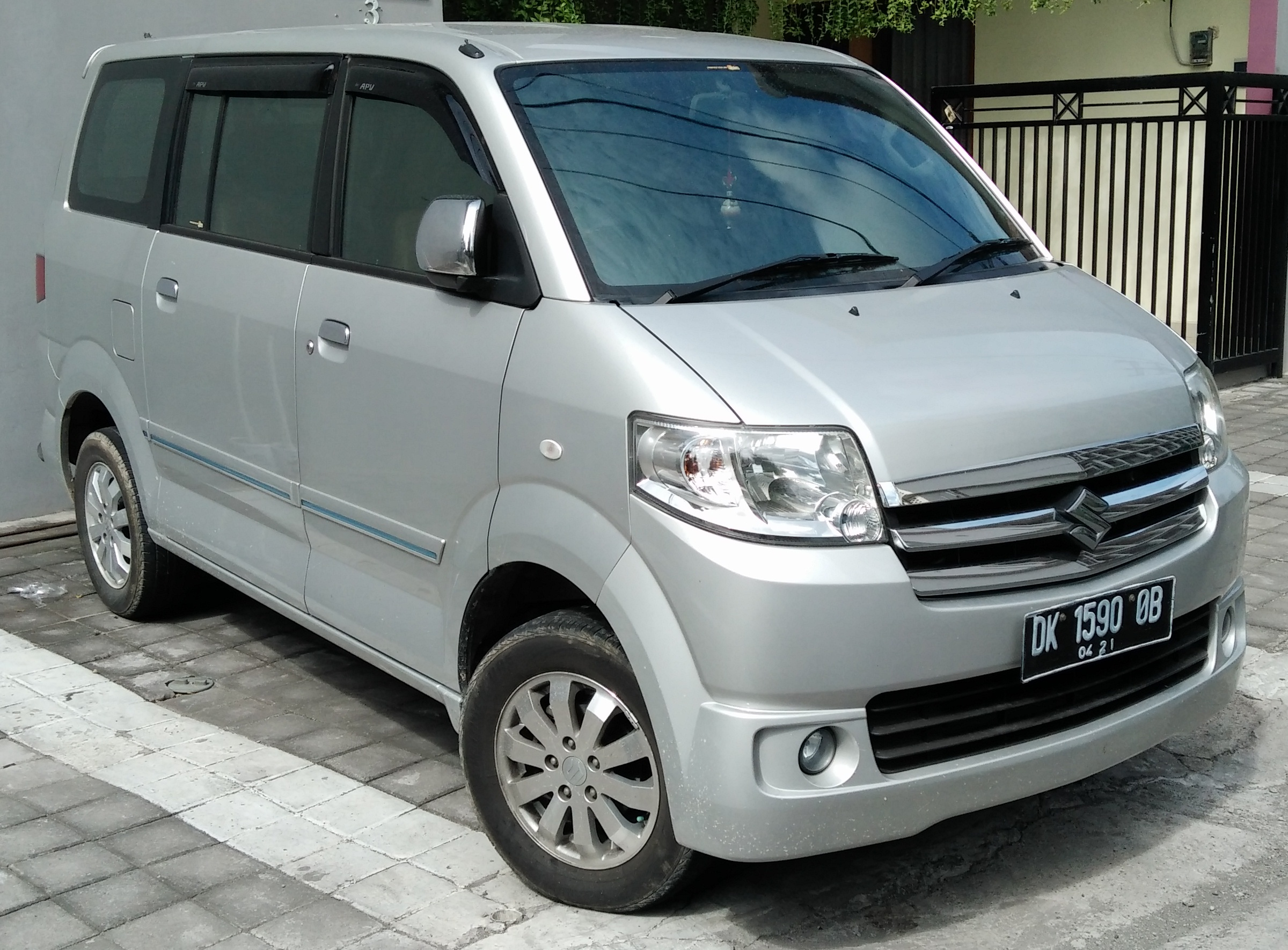
APVアリーナ SGX
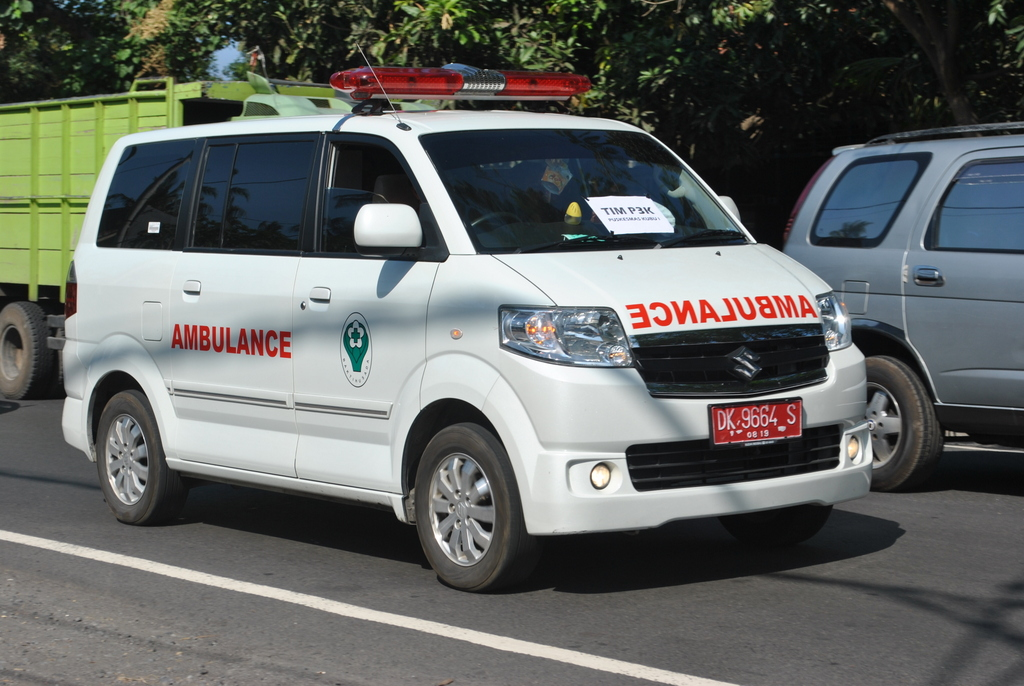
救急車（フロント）
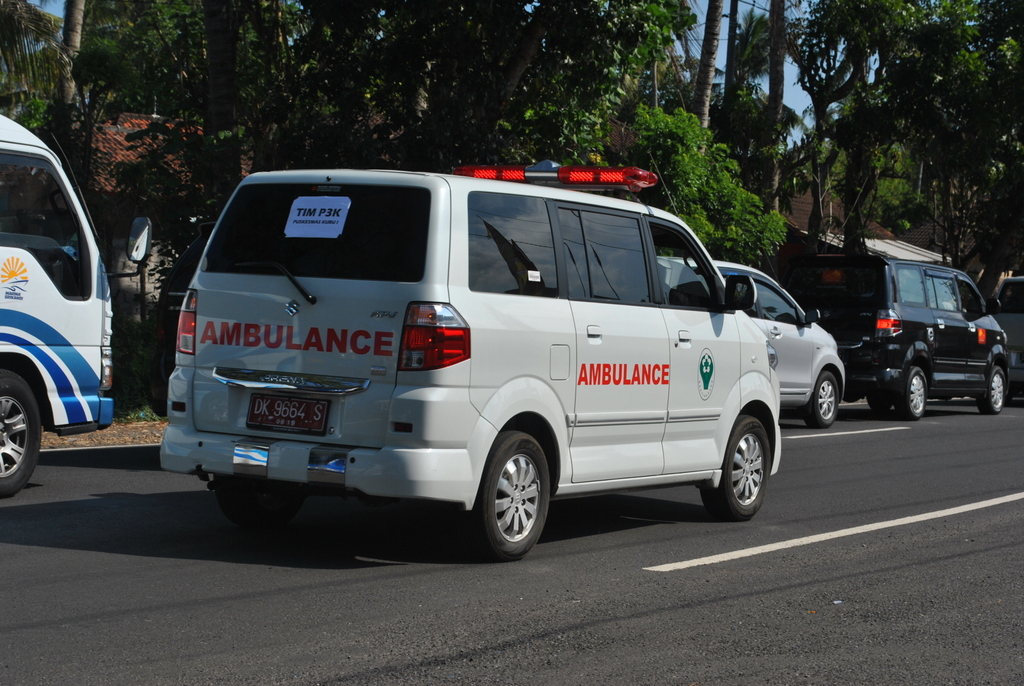
救急車（リア）
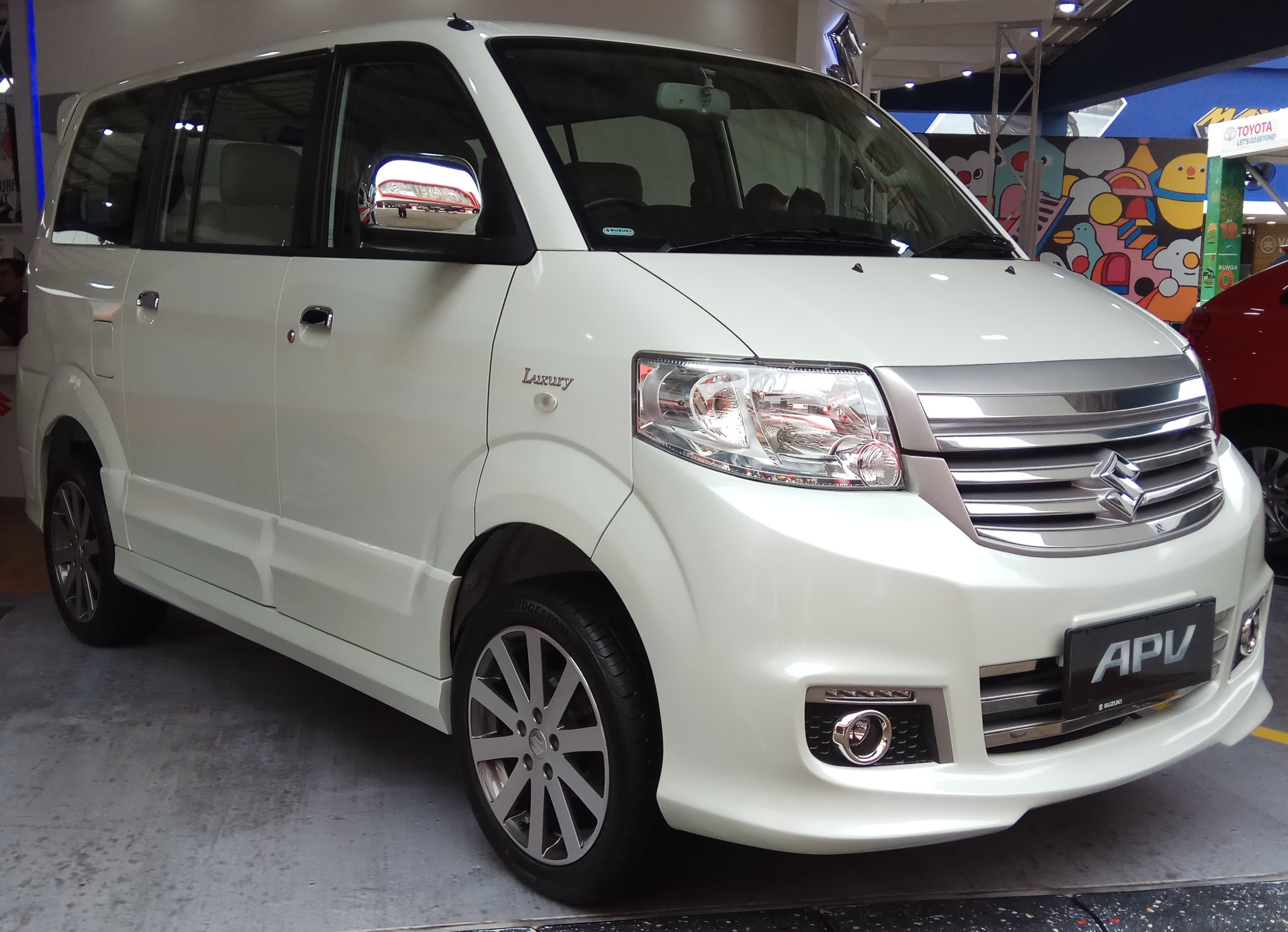
後期型 APVアリーナ ラグジュアリー

商用バン

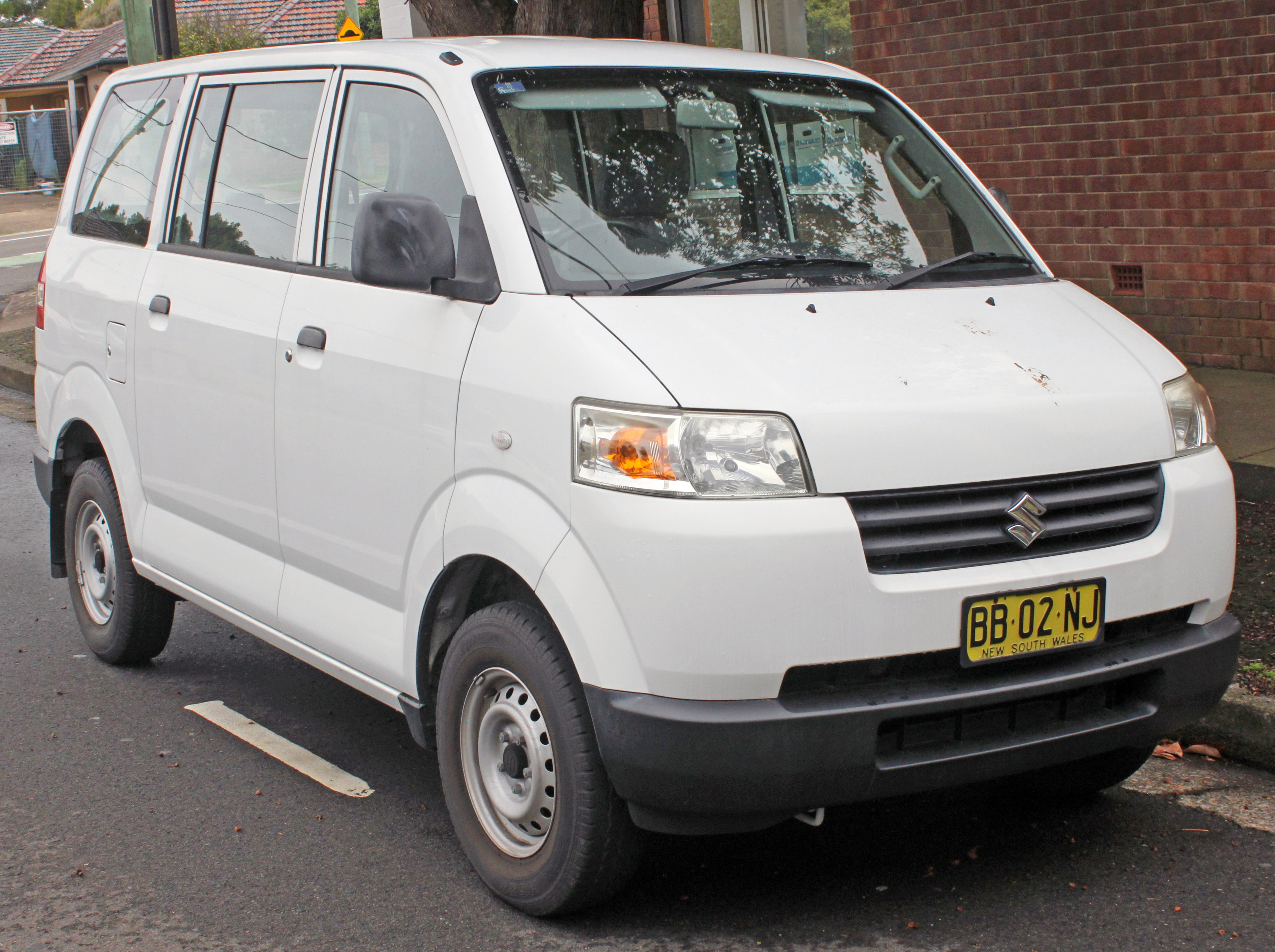
前期型（フロント）
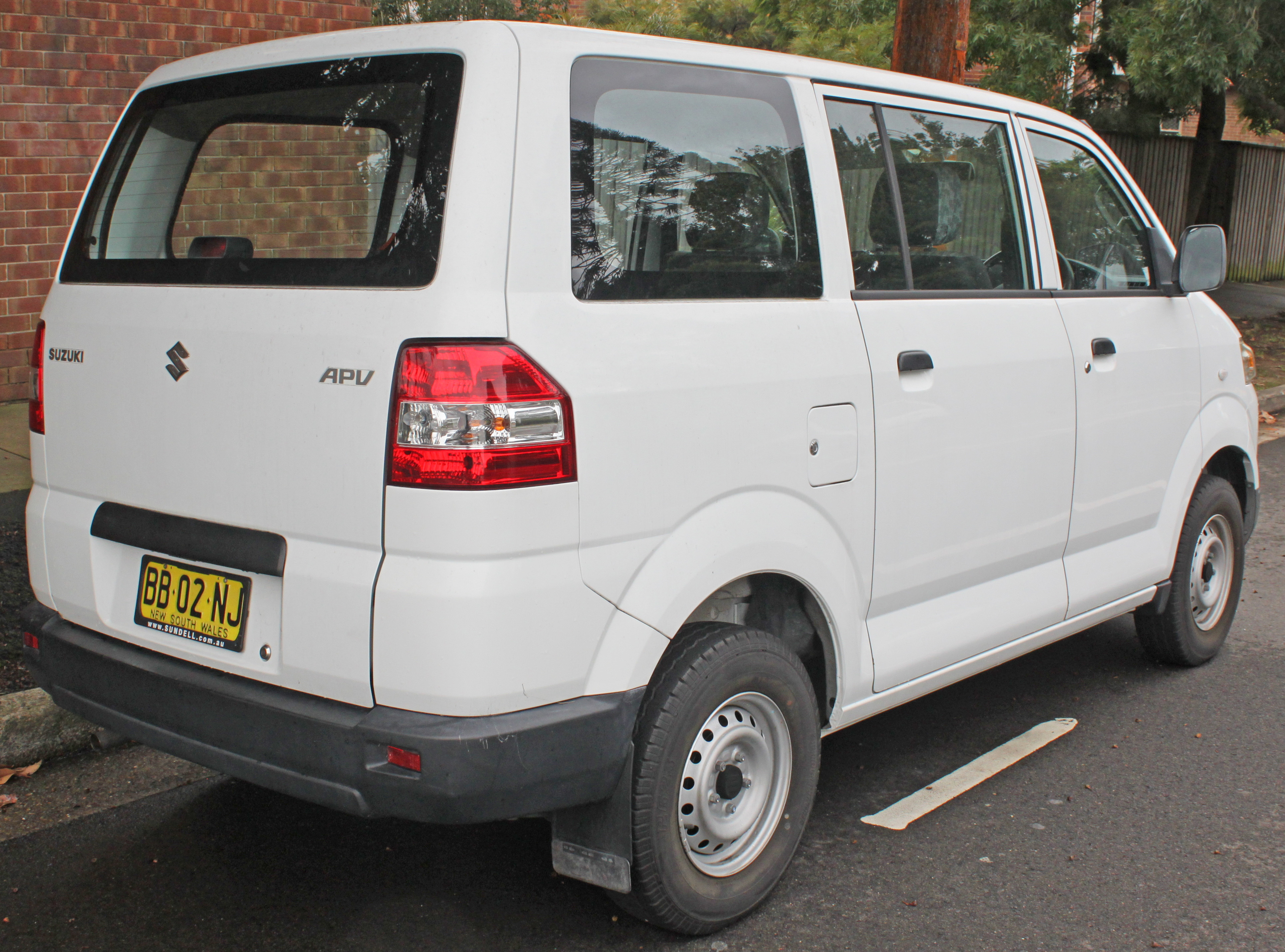
前期型（リア）
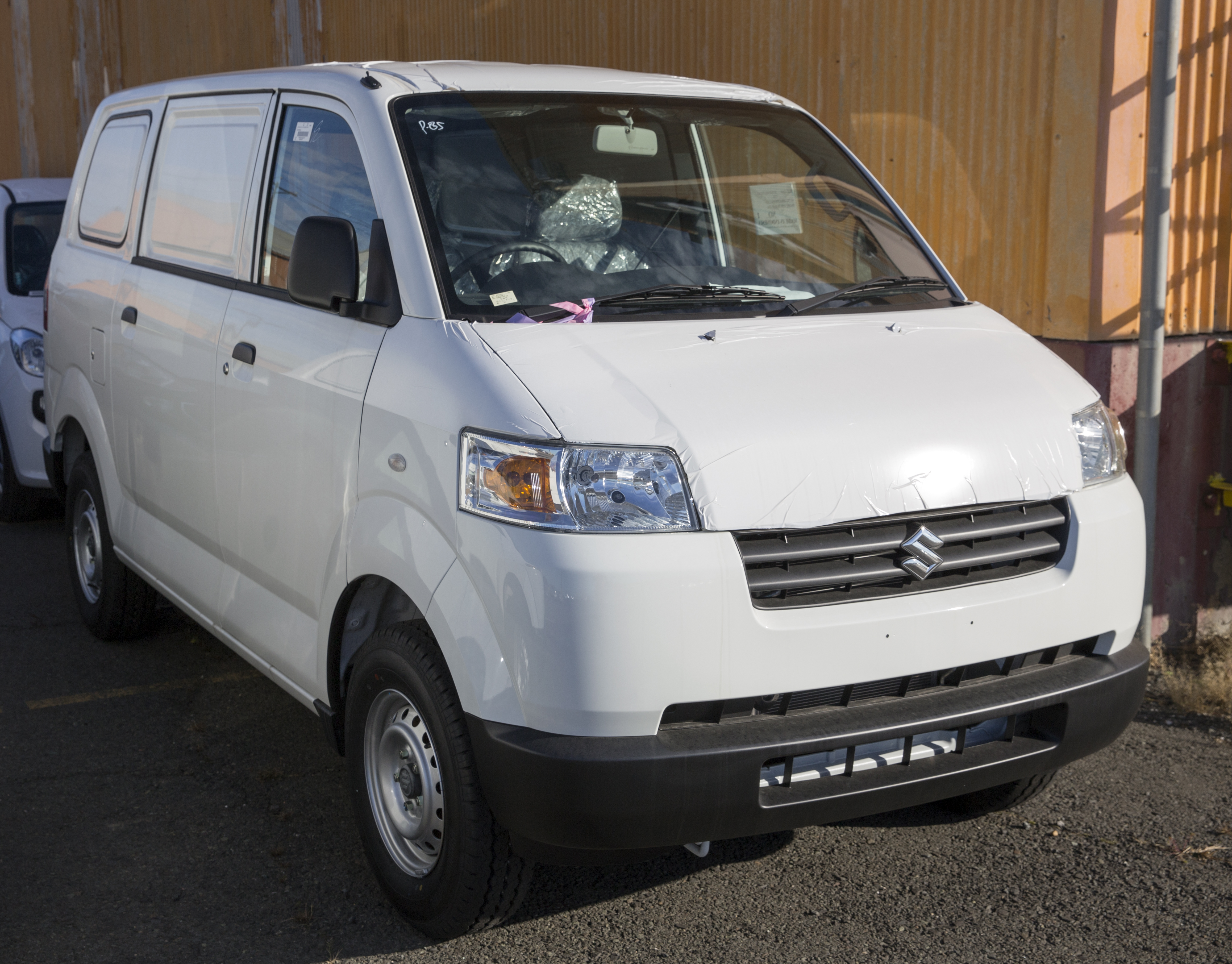
後期型

トラック
- 1.6

## 車名の由来
APVは、All Purpose Vehicleの略語であり、MPV（Multi Purpose Vehicle）と同義語である。